# Procladius longistilus
Procladius longistilus är en tvåvingeart som beskrevs av August Friedrich Thienemann och Jean-Jacques Kieffer 1916. Procladius longistilus ingår i släktet Procladius och familjen fjädermyggor.
Artens utbredningsområde är Sverige. Arten är reproducerande i Sverige. Inga underarter finns listade i Catalogue of Life.